# ANGELIUM -ときめきLOVE GOD-
『ANGELIUM -ときめき LOVE GOD-』（アンジェリウム ときめきラブゴッド）は、2003年3月14日にTeriosより発売された恋愛アドベンチャーゲームである。

## 概要
プレイヤーが神々の王・ゼウスとなり、進級試験のため人間界で修行する3人の天使に対して様々な指示や影響を与え、攻略していくストーリーである。
ゲームシステムはシミュレーションになっており、3人の天使に毎週様々なアルバイトや休養などのスケジュールを設定することで、徳・包容力・根性・知性などのパラメータが成長し、その後のイベントや展開が変わっていく。途中でゴッドパワーを使うと天使達を助けたり特殊イベントを発生させられるが、妻のヘラに気付かれて邪魔される危険性が増える。また、アルバイトで稼いだ資金が居候先の花屋の運営費を下回ると花屋レベルが下がり、店がつぶれると即ゲームオーバーになってしまう。
花屋の運営を立て直しつつ、天使を進級試験に合格させることがゲームの目標だが、天使のパラメータや達成イベントによって複数のエンディングが存在し、他のヒロインと結ばれる場合もある。
公式サイトからダウンロードできる「イージーカスタムプログラム」を適用して、バージョン1.2にアップデートすると、旧バージョンで起こりにくかったイベントが起こりやすくなり、ゲームの難易度が下がる。

## あらすじ
ここは不死なる神々が住まう天界・オリュンポス。神々の王・ゼウスは、若い天使達に手を出しては、嫉妬深い妻のヘラにお仕置きを受けていた。天界で無ければ気付かれないだろうと考えたゼウスは、進級試験のため人間界へ派遣される3人の天使に目を付けた。果たしてヘラに見つからずに天使達を攻略できるのか？

## 登場人物

### 主人公
ゼウス
声：赤青黄緑（ゴッドパワー発動時のかけ声のみ。台詞は声なし）
神々の王。性的に奔放で、若い天使達に浮気しては妻のヘラにお仕置きされている。強力なゴッドパワーを持っており、「魅惑の術」などを使って天使達を引き寄せているが、大きなパワーを使うとヘラにすぐ察知されてしまう。父・クロノスの入れ知恵により、進級試験で人間界へ派遣される3人の天使を狙うことにした。ヘラの目から隠れ、地上の天使達には遠隔で指示を与えている。時には地上へ降臨し、姿を変えた「グンジョウ色の薔薇の人」として3人の前に現れる。

### 受験天使
3年に一度行われる進級試験として、人間界の神元町（かみもとちょう）へ派遣された3人の天使。与えられた職業の仕事を通じてできるだけ多くの人間を幸せに導くことが課題だが、その間に天使であることを知られたり、ゴッドパワーを使ったりしてはならない。3人は偶然辿りついたフラワーショップ・ピスティルに居候し、花屋の手伝いや各種アルバイトをして修行期間の3か月を過ごすことになる。
以下の名前表記が2つあるキャラクターは、人間界での名前／本名。

#### 天宮 ユウ（あまみや ユウ）／ヘスペリス
声：金田まひる
夕べの天使。小さい頃に「笑顔には人を幸せにする力がある」と教えられたため、いつも笑顔で明るく、前向きで純粋な性格。一人称は「ボク」。運動神経抜群で、3人の中ではリーダー格。
アニメ版では途中で打ち切りとなったためメインヒロイン扱いになっており、セックスシーンはユウ中心で描かれている。手コキやフェラチオの披露だけでなく、触手によって服を破られたり射精されたりと散々な目に遭ってしまう。

#### 優菜木 美喜（ゆうなぎ みき）／エウプロシュネ
声：鎌田千歳
美と優雅、喜びを司る天使。おしとやかで知的な美しさを持つ。低血圧で朝に弱い。責任感と正義感が強く、３人の中ではゼウスを一番尊敬している。料理が得意で、ピスティルでも4人分の賄いにその腕を振るっている。３人の中では一番の巨乳であり他者と圧倒するオーバースタイルの持ち主。
攻略可能ヒロインであるため基本的に美喜だけを選ぶ選択肢を選べば攻略可能。サポートをしつつ週１でハプニングイベントの発生、花屋にも１回は配置することが重要。各パラメーターを９０以上にし、下界にいくイベントも毎回行く方が無難なヒロインであり、２回でてくる「だれに話かける」というイベントでも彼女を選ぶ必要がある。
アニメ版では途中で打ち切りとなったためセックスシーンは無く、主に手コキとフェラチオを披露している。シャワーシーンをはじめ乳房やバストトップを披露しているがポロリなどは無かった。

#### 朝霧 チャド子（あさぎり チャドこ）／アウロラ
声：神村ひな
曙の天使。天真爛漫で無邪気。外見が子どもっぽく、「あたち」「でちゅね」などと口足らずにしゃべるが、実は意外に大人で冷静に物事を判断している。食い意地が張っており、もらえる物は何でも貰うちゃっかり者。
アニメ版では途中で打ち切りとなったためかセックスシーンをはじめとしたイベントとは無縁であった。

### その他のヒロイン
天野 千春（あまの ちはる）／天使長
声：高奈ゆか
天界の天使達を統べる長。明晰な頭脳・厚い人望・真面目な性格で、天界の行政などの事務を取り仕切っていることになるが、これは建前であり、実際には面倒事をゼウスに押しつけられて困っており、彼のワガママや浮気癖にも振り回されている。地上では上品で知的な女性・千春として現れ、天使達を密かに見守っている。
なご美（なごみ）／ヘラ
声：北都南
ゼウスの妻。女性の生活を司る貞操の神。嫉妬深くて独占欲が強く、夫の浮気をいつも見張っており、ゼウスと関係を持った天使を天界から追放してしまうこともある。地上では気品が漂う大人な女性・なご美として現れる。
攻略可能ヒロインの一人であり、作中でGODパワーを使い続けてヘラに見つかるを３回繰り返すだけ攻略可能となる。３人のピンクのバーが９０を超えていればハーレムエンドとなる。３人全員が試験に合格でピンクのバーが９０を超えて店舗レベルも高い場合はハッピーエンドとなるが、これを満たさない場合はバッドエンドとなる。
ミノリ
声：萌木唯
フラワーショップ・ピスティルの店主（「ピスティル」は「めしべ」の意味）。幼い頃に両親を亡くし、母方の祖母に育てられた。店主だったその祖母が昨年他界し、たった一人でピスティルを守ってきたが、地上げ屋の妨害を受けて困っていた。偶然出会ったユウ・美喜・チャド子の3人が花屋を手伝ってくれることになり、戸惑っているが内心は感謝している。
コヨミ／クレイオ
声：浅見ちほ
眼鏡をかけた女性。かつては歴史を司るA級天使クレイオで、ゼウスの寵愛を受けたが、ヘラの怒りに触れて堕天使として地上へ落とされ、コヨミと名乗って生活している。自分を助けに来てくれなかったゼウスを恨んでいる。
ペルセポネ
声：乃嶋架菜
ハデスに仕える淫魔で、冥界のプリンセスと呼ばれる実力者。マイペースで軽い性格。ハデスの命で地上に出て、天使達に接触したり、仕事を妨害したりする。
アニメ版では２話から本格的に登場、ゼウスに乗っ取られた寄城に美喜がフェラチオしなければならない状況を創り出した。後に寄城を誘惑、セックスで精気を搾り取られる寸前まで追い込んだがゼウス本人の降臨により撤退に追い込まれた。

### サブキャラクター
オシメ
声：月代ティアラ
プチ天使の1人。体長は50cmから60cm程度で、なぜかオシメをしている。プチ天使は普通は森の中や花畑に生息しているが、オシメは異端者で、オリュンポスで神々と生活を共にしている。ゼウスは側近として便利に使っている。
クロノス
声：桑木慎之介
ゼウスの父で、時を司る神。語尾に「にょ」「にゃ」を付けるのが口癖。若い頃は「オリュンポスの歩く白い噴水」と呼ばれた性豪で、人間界へ派遣される天使を狙う手をゼウスに提案し、その後も様々なアドバイスを授ける。
寄城（よりしろ）
声：空野太陽
就職浪人中で、各種アルバイトを掛け持ちして暮らす青年。受験天使達と仕事先でよく会う。穏和で真面目だが、ゼウスのゴッドパワーにより何度も身体を乗っ取られ、Hなイベントに巻き込まれてしまう。
アニメ版ではゼウスの乗っ取られた状態でユウとセックス、美喜の手コキとフェラチオによる奉仕を受けている。更に乗っ取られていない状態でもペルセポネからの誘惑でセックスさせられた挙句、精気を搾り取られる寸前になるなど苦労人として描かれている。
芭蕉（ばしょう）／ハデス
声：一条和矢
冥界の王で、ゼウスの弟。下界へ派遣された天使を、ゼウスによる冥界侵攻の秘密兵器と思い込み、それを確かめるためペルセポネを差し向ける。地上では人畜無害（そうな）絵描きの芭蕉として登場する。
升田（ますだ）
地上げ屋のチンピラの小男。ピスティルを潰そうと営業妨害をしてくる。
樗須田（ぶなすだ）
地上げ屋のチンピラの大男。ピスティルを潰そうと営業妨害をしてくる。

## スタッフ
- キャラクターデザイン - 横田守
- 原画 - 横田守、土代昭治
- シナリオ - 佐野一馬
- ディレクター - 政木亮

## 主題歌
オープニングテーマ「裸の天使」
作詞 - 中町涼音 / 作曲・編曲 - 武蔵野光 / 歌 - こもぎこもも
エンディングテーマ「春色秋桜」
作詞 - 中町涼音 / 作曲・編曲 - 武蔵野光 / 歌 - こもぎこもも

## 関連商品

### 書籍
ANGELIUM -ときめき LOVE GOD- ビジュアルファンブック
2003年6月27日発売。発行：エンターブレイン。ISBN 4-7577-1506-4
カラーイラスト、キャラクター紹介、キャラクター別攻略ガイド、開発者座談会などを収録。
ANGELIUM原画集 CONTRAST
2003年9月27日発売。販売：メディアックス。ISBN 978-4896139310
ANGELIUM -ときめき LOVE GOD- （Moon Novels 上下巻）
2003年12月18日発売。著者：深町薫。販売：ムービック。（上巻）ISBN 978-4896016765 （下巻）ISBN 978-4896016772

### CD
ANGELIUM -ときめき LOVE GOD- サウンドトラック＆ドラマCD
2003年9月26日発売。販売：フロンティアワークス。
テリオスキャラクターCDコレクション Vol.1 天宮ユウ
2005年7月5日発売。販売：Terios
天宮ユウ（金田まひる）による主題歌「裸の天使」、キャラクターソング2曲、ミニドラマ「天使長の剛胆」（出演：天宮ユウ〈金田まひる〉、天使長〈高奈ゆか〉）を収録。

### アダルトアニメ
ANGELIUM
全2巻（DVD/VHS）。発売：2004年9月25日（1巻）／11月25日（2巻）。販売：h.m.p。